# 岡山ルール
岡山ルール（おかやまルール）とは岡山県でよく見られる自動車運転方法。具体的には、方向指示器（ウィンカー）を出さない、あるいは出しても方向転換の直前に出すというもの。

## 概要
自動車運転の際、方向転換をするに当たって合図をすることが道路交通法第53条に定められている。ところが、岡山県では合図を出さない（方向指示器を使わない）、あるいは直前に出す人が他県に比べて極めて多い。
2016年7月に日本自動車連盟が発表したアンケート結果では「方向指示器を出さずに車線変更や右左折する車が多い」の質問に「とても思う」と「やや思う」と回答した割合が岡山県は91パーセントで全国最多だった。2019年の調査では人口1万人あたりの交通事故死者数が岡山市は0.37人と政令指定都市の中では最多だった。
このような運転が多い理由として大阪や神戸ほど都会ではないことを感じて舐められたくないとする思いや、「ウインカーを出すのは初心者」「出さないほうがカッコいい」との見方がある。また、岩中祥史は中央に反発する意識が根底にある大阪府の影響や、岡山県民は自分勝手に理屈付けがちであることが原因である可能性を挙げた。

## ルール遵守の啓発活動
2005年に岡山県警察は合図徹底のために「★合図」の看板を独自に導入して県内の28の交差点に設置した。
2016年7月のアンケート結果発表を受けて岡山トヨペットは翌8月20日に「ウインカーを出そう★宣言」として新車購入者向けに「ウインクしよう〜車線変更/曲がる前にウインカーを〜」と書かれたステッカーを配ることを開始、来店者に連れられた子供にお守りを配り、親にルールを守ってもらうよう呼びかけるメッセージを書いてもらうワークショップも開催した。